# Amblyseius abbasovae
Amblyseius abbasovae (лат.) — вид паразитиформных клещей рода Amblyseius из семейства Phytoseiidae (Mesostigmata), названный в честь азербайджанского советского акаролога Эмилии Аббасовой. Мелкие свободноживущие хищные клещи длиной менее 1 мм. Дальний Восток. Обитают на траве. От близких видов отличается следующими признаками: конической формой сперматеки, гладким дорсальным щитом, 4 парами щетинок на интерскутеллярной мембране по сторонам от вентрально-анального щита. Дорсальные щетинки заострённые (заднебоковых щетинок PL 3 пары, а переднебоковых AL — 2 пары). Дорсальный щит склеротизирован. Вид был впервые описан в 1971 году.